# Pholidopleuridae
De Pholidopleuridae zijn een familie van uitgestorven straalvinnige beenvissen uit de onderklasse Chondrostei. De groep leefde in het Trias. Perm-wervels zijn bekend uit Madagaskar, die mogelijk kunnen worden toegeschreven aan de Pholidopleuridae.

## Kenmerken
Kenmerkend voor de familie is de verdeling van het wandbeen in een mozaïek van kleine benige platen en de homocercale, verticaal symmetrische, staartvin. Met de kraakbeenachtige Palaeonisciformes hebben ze de structuur van de schedel en de anatomie van de borst-, buik-, rug- en anaalvinnen gemeen, met de echte beenvissen (Teleostei) het ontbreken van cosmine- en ganoïnelagen in de schubben.

## Geslachten
- Arctosomus
- Australosomus
- Macroaethes
- Pholidopleurus